# حمام نجفی
حمام نجفی مربوط به دوره قاجار است و در سمنان، بافت قدیم، شمال راسته بازار واقع شده و این اثر در تاریخ ۲۵ اسفند ۱۳۸۰ با شمارهٔ ثبت ۵۶۶۴ به‌عنوان یکی از آثار ملی ایران به ثبت رسیده است.